# Henri II de Rotteneck
Henri II de Rotteneck (mort le 26 juillet 1296) est le trente-et-unième évêque de Ratisbonne et prince-évêque de la principauté épiscopale de Ratisbonne de 1277 à sa mort.

## Biographie
Heinrich II von Rotteneck est issu de la famille comtale de Rotteneck. Le village qui donne son nom est Rottenegg. Il est le dernier de sa génération. Josef Staber nomme les parents d'Heinrich II comme le comte Meinhard von Rotteneck et sa femme Beatrix, née comtesse de Moosburg. Sa sœur est la mère de l'évêque d'Eichstätt Konrad von Pfeffenhausen.
Henri II est impliqué dans les conflits au sud de l'évêché. Il apparaît plusieurs fois comme médiateur de paix entre les frères querelleurs Wittelsbach Louis II et Henri XIII.
Il soutient la construction de la cathédrale gothique et fait plusieurs dons au trésor de la cathédrale. Il entreprend également la construction de l'église de Bogenberg (de), lieu de pèlerinage. Cependant, ces travaux de construction progressent lentement, car la principale préoccupation d'Henri II est de rembourser les dettes du diocèse. Cependant, Henri II investit également dans l'agrandissement des châteaux et des palais, qu'il finance en vendant sa propriété privée, le Comté de Rotteneck.
Le conflit d'influence au sujet de l'abbaye Saint-Emmeran se poursuit. À l'époque de son prédécesseur Leo Thundorfer, le monastère est ruiné. Grâce à l'intervention papale, les points de discorde, par exemple concernant les frais de représentation, on trouve des solutions pragmatiques.